# یواس‌اس الگنی (ای‌تی‌ای-۱۷۹)
یواس‌اس الگنی (ای‌تی‌ای-۱۷۹) (به انگلیسی: USS Allegheny (ATA-179)) یک کشتی بود که طول آن ۱۴۳ فوت (۴۴ متر) بود. این کشتی در سال ۱۹۴۴ ساخته شد.